# 虹橋話
虹桥话，是浙南地区温州乐清市的主要方言之一，属于吳語支瓯语方言之一。语法、语调和词汇与温州市区话基本相同，某些发音和用词与温州市区话有较大区别。可以沟通。由于虹桥镇是瓯语区北部最后一个重要市镇，是和台州话的过渡地带（虹桥北部的清江镇则是一个双语镇），所以虹桥话某些词汇受台州话影响，和其它瓯语方言都不一样。语调也比其它瓯语方言偏硬朗。在语言地理学上虹桥话的过渡特征有一定的学术价值。

## 分布
虹桥话主要分布于乐清市中部的虹桥镇、淡溪镇、芙蓉镇、清江镇、南塘镇、石帆街道、天成街道等地，也就是本地所说的广义的虹桥地区。虹桥话人口约30万。

## 音韵词汇
虹桥话音韵辅音和温州市区话完全一样，但某些元音和词汇与市区话不同。词汇方面，如称呼女孩子虹桥话为“细囡”、市区话为“媛主”；称呼老婆虹桥话为“老佞”、市区话为“老媪”等等。而有些词汇则和台州话相同，比如“什么”，温州市区话为“何乜”，虹桥话则和台州话一样称为“何物”（音ga m）。

## 文学作品
温州的著名民歌《对鸟》起源于虹桥地区，原本就是以虹桥话演唱。
歌词节录：
何物飞过青又青哎，何物飞过打铜铃嗬，
何物飞过红夹绿哎，何物飞过摸把胭脂搽嘴唇嗬?
青翠飞过青又青哎，白鸽飞过打铜铃嗬，
雉鸡飞过红夹绿哎，长尾巴丁飞过摸把胭脂搽嘴唇嗬!